# Липа кримська

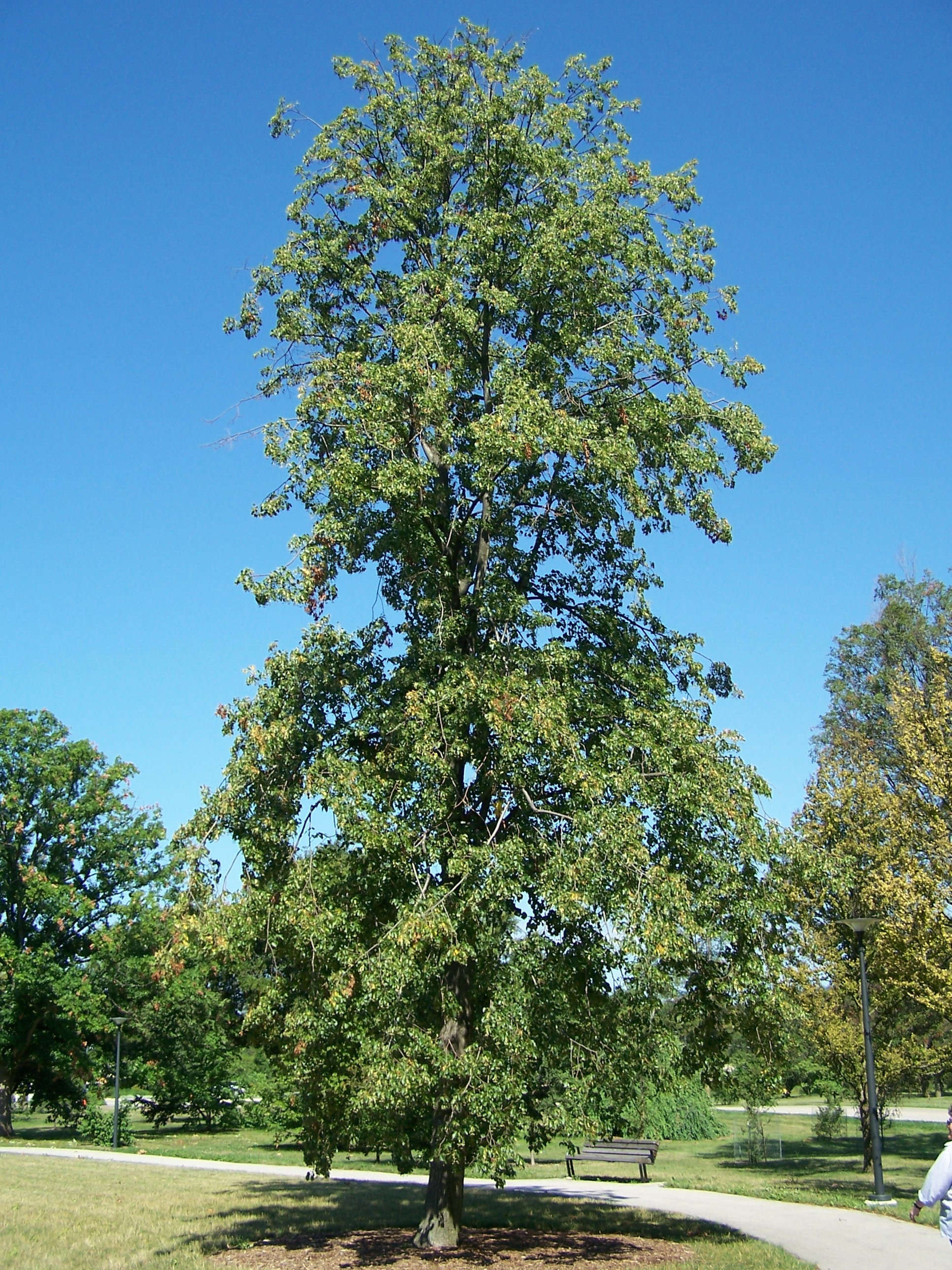
Форма дерева

Липа кримська, також липа кавказька (Tilia × euchlora K. Koch) — міжвидовий гібрид дерева з родини мальвових, отриманий в результаті схрещування Липа дрібнолиста та Липа пухнастостовпчикова . Створено близько 1860 року на території Кримського півострова. Стійкий до шкідливого впливу попелиці .

## Морфологія
Ознаки
Середнє листопадне дерево, що досягає висоти до 20 м. Характерною ознакою є прямий стовбур, який на середині висоти вироджується і починає випускати звисаючі гілки — над ними дрібні гілки утворюють вузькокулясту густу верхівку крони . Крона спочатку конічна, пізніше куполоподібна, 10-12 м завширшки. Кора від світло-сірого до чорного кольору; з віком утворюються гладкі широкі борозни .
Пагони
Колір жовто-зелений (до зими на сонці бурштиново-червоний), весь злегка моховий . Молоді пагони зазвичай голі .
Листя
Гострі, щетинисто-зубчасті, спірально розташовані, широкояйцевидні, зверху сильно блискучі, темно-зелені, голі, знизу світліші, в пазухах жилок пучки білих, пізніше жовтуватих волосків; пластинки довжиною 5-10 см, біля основи серцеподібні або похилі, тобто можуть бути асиметричними, верхівка короткозагострена  ; восени вони набувають яскравого світло-жовтого кольору, взимку опадають; вони стійкі до попелиці .
Бруньки
Зелені або червонуваті .
Квіти
Зібрані по 3-7 груп у пониклі щитки  ; 5-лопатеві, із зеленим приквітком  ; з'являються пізно, темно-жовтого кольору, мають сильний запах .
Плоди
Моховидні, форми кульки, з п'ятьма слабо вираженими ребрами .

## Біологія та екологія
Місцезростання: сонячні до напівтінистих місць, липа морозостійка, теплолюбна, стійка до міських умов, стійка до спеки та посухи, але в таких умовах живе недовго .

## Застосування
- Декоративна рослина, часто висаджується в парках, а також біля будинків, доріг і проспектів.
- Деревне вугілля, що використовується в медицині, випалюють з деревини.
- Медоносна рослина
- Кулінарія :
  - З суцвіть липи можна приготувати цінний чай.
  - З насіння можна отримати дуже хорошу харчову олію, але вона швидко прогіркає.
- Його м'яка деревина використовується в різьбленні та корисна для точіння виробів. Вівтар Віта Ствоша та численні скульптури в церквах були зроблені з деревини липи. З нього виготовляють шпон, сірники, креслярські прилади, іграшки, моделі та форми для лиття. Не підходить для зовнішніх елементів у будівництві.
- З його лубу виготовляють плетінки та циновки.
- Використовується для виготовлення косметичних препаратів.